# Нойнкирхен (Хунсрюк)
Нойнкирхен (нем. Neunkirchen) — община в Германии, в земле Рейнланд-Пфальц.
Входит в состав района Бернкастель-Витлих. Подчиняется управлению Тальфанг ам Эрбескопф. Население составляет 134 человека (на 31 декабря 2010 года). Занимает площадь 3,16 км².